# Хрони (гора)
Хро́ни (укр. Хроні, крымскотат. Hroni, Хрони) — наивысшая точка северо-восточной части Керченского полуострова, высота вершины 175 м. Находится в 6 км северо-восточнее города Керчь. У западного склона горы расположено село Глазовка.

## Этимология
По одной из версий, название горы связано с найденными на ней захоронениями периода Боспорского царства. Согласно другой версии, название происходит от слова хронос (др.-греч. χρόνος — время, часы) — на вершине горы находился наблюдательный пункт, с которого, сменявшиеся по часам боспорские солдаты, следили за Керченским проливом .

## Некрополь
На горе Хрони размещался некрополь времён Боспорского царства. В конце 1980-х годов многие захоронения были разрушены при строительстве позиций противовоздушной обороны. В 1990-х годах некрополь сильно пострадал от действий «чёрных археологов». Несмотря на всё это, учёным удалось провести на горе Хрони ряд раскопок и собрать ценные археологические материалы.

## Топографические карты
- Лист карты L-37-86 п  им  Войкова. Масштаб: 1 : 100 000. Состояние местности на 1988 год. Издание 1989 г.